# Freiburg im Breisgau
Freiburg im Breisgau är en kretsfri stad med cirka 240 000 invånare och den fjärde största staden i den tyska förbundslandet Baden-Württemberg.
Freiburgs gamla stad och kyrka besöks årligen av över tre miljoner människor. Staden ligger i Tysklands sydvästra hörn, vid kanten av det stora skogs- och bergsområdet Schwarzwald, omkring 30 kilometer från gränsen mot Frankrike och omkring 60 kilometer från gränsen mot Schweiz. Många tyska turister som ska semestra i Schwarzwald har Freiburg som sin utgångspunkt.
Freiburgs vapen är ett rött kors på en vit bakgrund, Sankt Görans symbol. Sankt Göran är stadens skyddspatron.

## Historia
Freiburg, som tillhörde huset Zähringen, blev stad 1120, kom 1218 under grevarna av Urach, och 1368 till huset Habsburg. Från 1600-talet var staden mycket omstridd och erövrades ett flertal gånger, bland annat av svenskarna. Freiburg lydde under olika herrar, tills det 1806 tillföll Baden. Under revolutionen i Baden 1848-49 var Freiburg säte för revolutionsregeringen.
Efter Tysklands enande 1871 upplevde Freiburg ett ekonomiskt uppsving genom att Elsass blev en del av Tyskland. Freiburg förbands nu genom järnväg med Colmar. Staden byggdes under slutet av 1800-talet ut kraftigt och antalet invånare fördubblades. 1901 fick staden elektrisk spårväg. Stadens bombades återkommande under första världskriget av flygplan och luftskepp. Efter kriget tappade Freiburg ekonomisk kraft när Elsass blev franskt och Freiburg låg i en demilitariserad zon som även förbjöd industrier.
1933 tog nazisterna makten i staden. 1938 brann stadens synagoga ner under Kristallnatten. 1940 deporterades stadens kvarvarande judar till interneringslagret Gurs i Frankrike. 1940 bombade det tyska flygvapnet av misstag Freiburg. 1944 bombade det brittiska flygvapnet Freiburg och 2 800 invånare dödades. Freiburgs gamla stad förstördes. I april 1945 ockuperade franska styrkor Freiburg och i oktober samma år deltog General Charles de Gaulle i en segerparad genom staden. 1946 blev Freiburg huvudstad i den nya delstaten Baden som 1951 gick upp i delstaten Baden-Württemberg.

### Den gröna staden

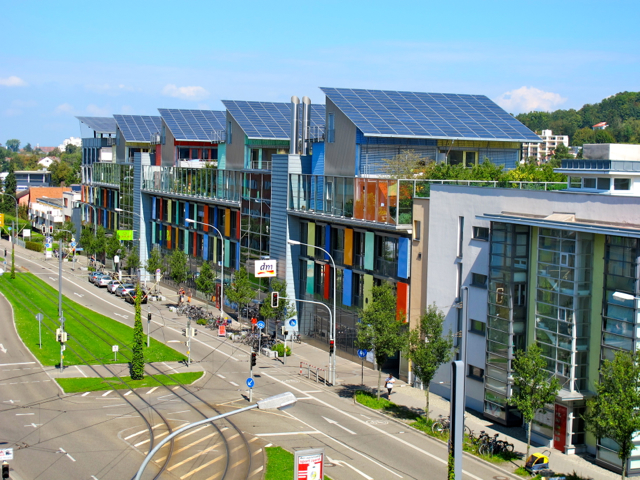
Solarschiff i Vauban.

1960-talets studentuppror och nya strömningar gjorde avtryck på Freiburg. Freiburg blev plats för en autonom scen och ekologiskt tänkande. Staden blev en av det tyska miljöpartiet Allians 90/De grönas starkaste fästen. Under 1970-talet engagerde sig många invånare i stoppandet av kärnkraftverket i Wyhl. Stadens gröna profil märks genom marknadsföringen av staden internationellt som "Green city" och "SolarCity".
1986 arrangerade staden Landesgartenschau Baden-Württemberg som blev en viktig injektion för utvecklingen av stadens västliga stadsdelar. En kraftig befolkningstillväxt gjorde att staden byggdes ut, bland annat genom utvecklingen av Vauban på ett före detta fransk garnisonsområde. 1993 började stadsdelen Rieselfeld byggas. Ett annat internationellt uppmärksammat bostadsprojekt är Sonnenschiff (Solarsiedlung) av arkitekten Rolf Disch. 1996 hade Freiburg 200 000 invånare.
Ett vida omtalat "grönt" projekt är också Solarsiedlung am Schlierberg, som är ett bostadsområde i Freiburg där alla hus inte bara är självförsörjande på elektricitet och värme utan även, tack vare solpanelerna, också tillför elektricitet till det allmänna nätet.

## Historiska byggnader

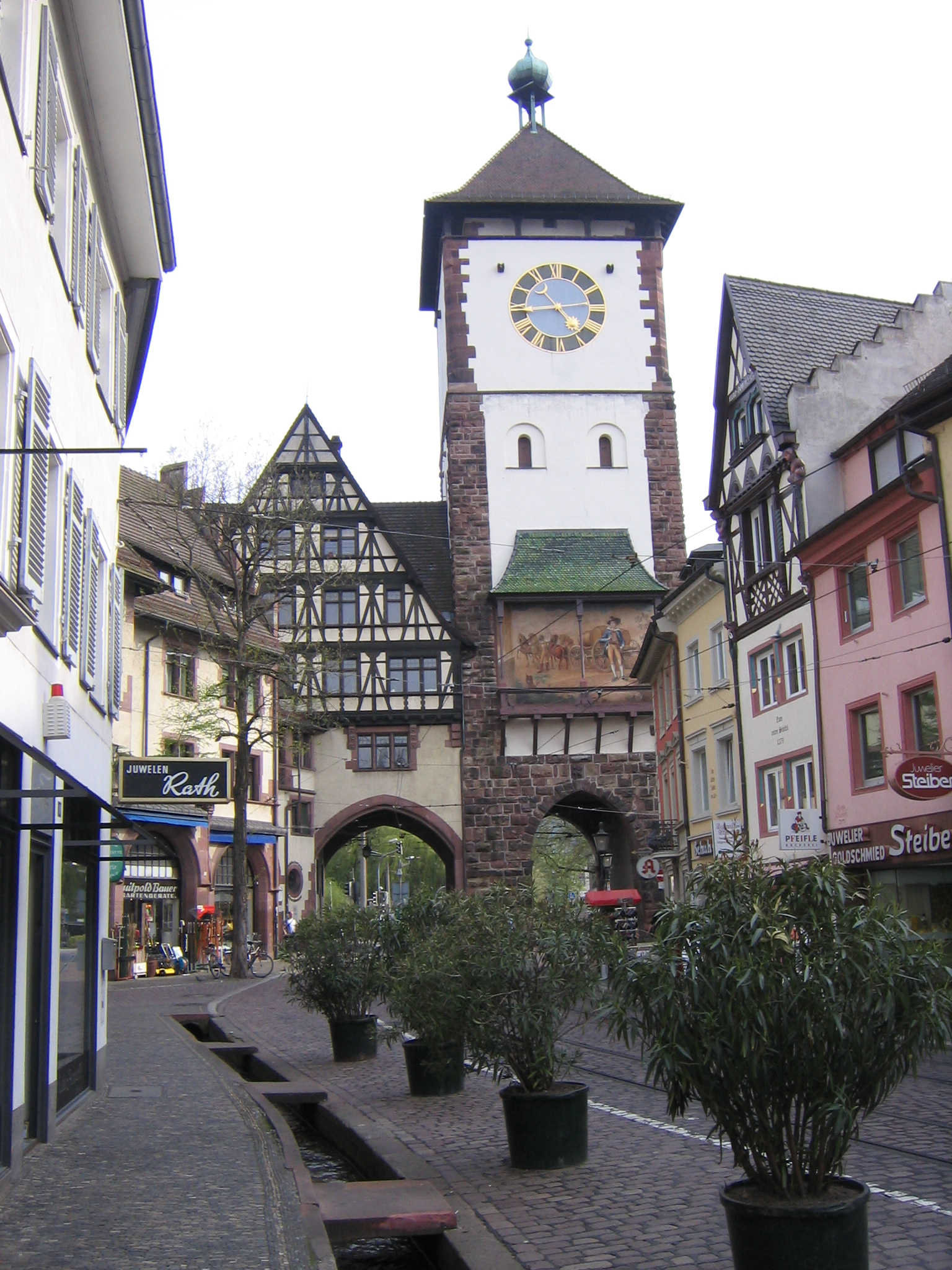
Schwabentor och Freiburg Bächle.

Den äldsta stadsdelen, vid foten av Schlossberg, har bevarat sin medeltida prägel. Här ligger stadens främsta byggnad, domkyrkan med sitt höga torn. Kyrkan påbörjades omkring 1200, och tvärhuset är byggt i romansk stil. Huvudprägeln är dock gotisk från ombyggnader under 1300-talet. Västpartiet är särdeles rikt på bildverk från både vid portalens yttre och i förhallen. Tornet har en hög genombruten spira, som blev fullbordad redan under medeltiden. Byggnadens inre smyckas av glasmålningar, altarverk och monument. Högaltaret har en målning av Hans Baldung.
Freiburg har vidare flera offentliga civila byggnader från medeltidens slut och renässansen. Kaufhaus visar en intressant övergång mellan gotik och renässans. Vidare märks det gamla och nya rådhuset samt det ståtliga Schwabentor. Martinstor är det större av de två kvarvarande stadsportarna i Freiburg, porten byggdes ut till sin nuvarande form 1901. Freiburgs universitet, Albert-Ludwigs-Universität, grundades 1457, och Freiburg är även säte för en katolsk ärkebiskop. I Freiburg finns Tysklands äldsta existerande gästgiveri, Zum Roten Bären.
I innerstaden finns små bäckar som går längs med gatorna, de så kallade Freiburg Bächle. Floden Dreisam går genom staden.

## Stadsdelar
Freiburg är delat i 29 stadsdelar som hör till staden Freiburg. Delar som Freiburg-Gundelfingen tillhör Freiburg men har sin egen statistik.
| Namn         | Antal invånare | Yta (hA)   |
| ------------ | -------------- | ---------- |
| Altstadt     | 7600           | 118,7929   |
| Neuburg      | 4648           | 163,6385   |
| Herdern      | 11365          | 429,4803   |
| Zähringen    | 8595           | 312,8245   |
| Hochdorf     | 5158           | 1.010,6516 |
| Brühl        | 7046           | 1096,5254  |
| Waldsee      | 5631           | 483,1316   |
| Littenweiler | 7737           | 412,0591   |
| Ebnet        | 2602           | 686,8342   |
| Kappel       | 2698           | 1.382,1674 |
| Oberau       | 6763           | 128,2196   |
| Oberwiere    | 11430          | 454,1415   |
| Unterwiere   | 12574          | 269,7133   |
| Günterstal   | 1755           | 1.510,3550 |
| Beurbarung   | 2621           | 51,3272    |
| Stühlinger   | 15815          | 173,9371   |
| Mooswald     | 7628           | 162,8374   |
| Betzenhausen | 13918          | 216,2661   |
| Landwasser   | 7053           | 124,5799   |
| Lehen        | 2421           | 361,3267   |
| Waltershofen | 2280           | 758,3388   |
| Haslach      | 18730          | 341,9894   |
| St. Georgen  | 11642          | 1066,5884  |
| Opfingen     | 4236           | 1.462,4255 |
| Tiengen      | 3283           | 838,1604   |
| Munzingen    | 2779           | 677,0360   |
| Weingarten   | 10592          | 163,0499   |
| Rieselfeld   | 9588           | 537,6480   |
| Vauban       | 5381           | 41,2812    |

## Kommunikationer

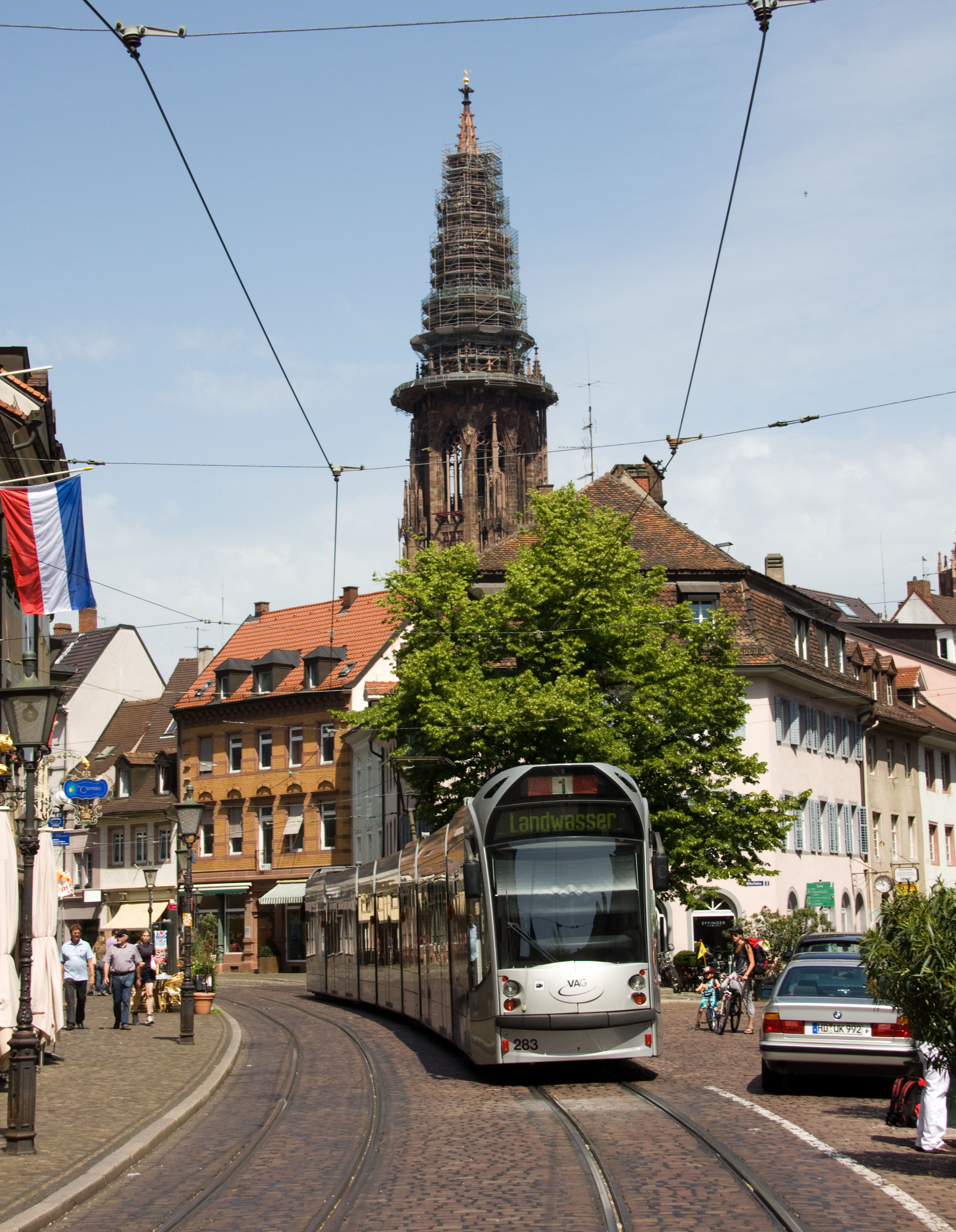
Freiburgs spårväg.

Freiburg har ett gynnsamt läge ur kommunikationssynpunkt omedelbart intill motorvägen A5, som förbinder de norra delarna av Tyskland med i första hand Frankrike och Schweiz men också med Italien. Detta har medfört att turismen är en viktig näring i staden, som framför allt är inriktad på tjänstesektorn.
Inom staden är spårvägen en viktig del av kollektivtrafiken; den började trafikera staden 1901. 
År1980 började staden bygga ut nätet och Freiburg ses som en föregångare för den renässans som ägt rum för spårbunden kollektivtrafik i Tyskland. Freiburger Verkehrs AG ansvarar för stadens kollektivtrafik.

## Näringar och utbildning

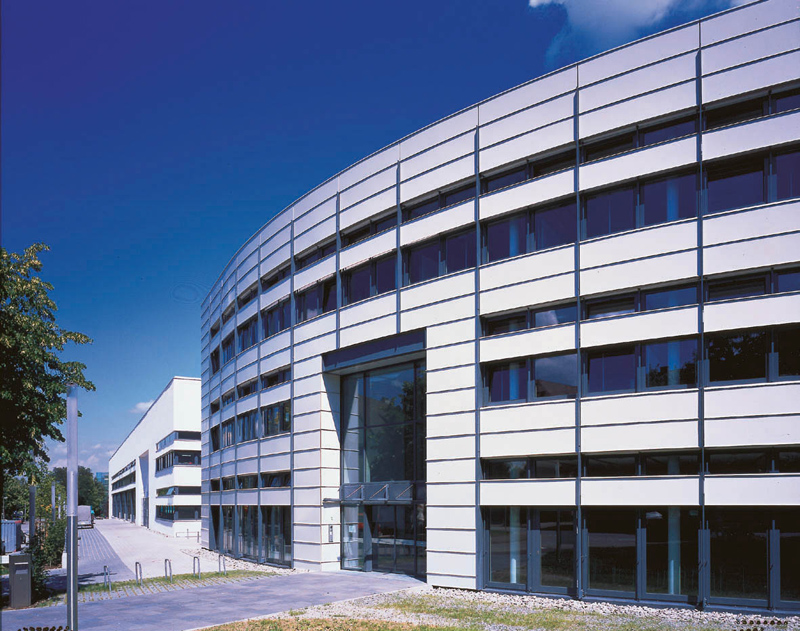
Fraunhofer ISE

Den största arbetsgivaren i staden är Albert-Ludwig-universitetet, som med 13 000 anställda och över 30 000 studenter i stor utsträckning påverkar livet i staden. Universitetet, som grundades 1457, är ett av Tysklands namnkunnigaste. I universitet ingår Universitätsklinikum Freiburg, Tysklands tredje största sjukhus.
Universitet har också lett till att en rad viktiga forskningsinstitutioner etablerat sig i staden. I staden finns Fraunhofers avdelning för solcellsutveckling Fraunhofer-Institut für Solare Energiesysteme (Fraunhofer ISE) som är Europas största forskningsinstitution för solceller med 1300 anställda. Kopplat till solenergi finns här även Kiepenheuer-Institut für Sonnenphysik. Fraunhofer har ytterligare fyra institutioner i Freiburg. Max-Planck-Gesellschaft har två institutioner i Freiburg.
Bland större privata arbetsgivare hör Micronas, LITEF och Solvay Acetow. Det största bryggeriet är Brauerei Ganter och en stor arbetsgivare är mejeriet Schwarzwaldmilch. Sedan 1962 har medicinbolaget Gödecke tillverkning i Freiburg och en viktig tillverkare av medicinsk apparatur är Hellige som ingår i GE Healthcare. Raimann är stadens äldsta industri. Freiburg är även en viktig mediestad med förlagen Herder och Haufe och som utgivningsort för regionaltidningen Badische Zeitung.

## Sport
Stadens största fotbollsklubb heter SC Freiburg, som spelar på arenan Europa-Park Stadion i västra Freiburg, med 34 700 platser. Arenan öppnade 7 oktober 2021.
Freiburgs största ishockeylag heter EHC Freiburg. Deras arena ligger i västra delen av Freiburg och heter Eisstadion. Ishockeyspelaren Dany Heatley, som spelat i kanadensiska landslaget och sedan 2009 i NHL-klubben San Jose Sharks, är född i staden. 
Dessutom finns det ett dambasketlag som heter Eisvögel Freiburg. Årligen genomförs ett stort maraton vid namn Freiburger Laufnacht, vilket hålls mitt i natten och har omkring 10 000 deltagare.

## Vänorter
Freiburg im Breisgau har följande vänorter:
- Besançon, Frankrike, sedan 1959
- Esfahan, Iran, sedan 2000
- Granada, Spanien, sedan 1991
- Guildford, Storbritannien, sedan 1979
- Innsbruck, Österrike, sedan 1963
- Lviv, Ukraina, sedan 1989
- Madison, Wisconsin, USA, sedan 1988
- Matsuyama, Japan, sedan 1988
- Padua, Italien, sedan 1967
- Suwon, Sydkorea, sedan 2015
- Tel Aviv, Israel, sedan 2015
- Wiwilí, Nicaragua, sedan 2015